# Juliane Caroline Koch
Juliane Caroline Koch, auch Juliane Caroline Verona, (1758 in Hamburg – 20. Juni 1783 in Berlin) war eine deutsche Opernsängerin (Sopran) und Pianistin.

## Leben
Koch, die Tochter des Opernsängers und Theaterleiters Johann August Christoph Koch, wurde bereits 1774 an die Königliche Oper Berlin engagiert. Bis zu ihrem frühen Tod 1783 gehörte sie dieser Bühne an. Dort sang sie vor allem dramatische Partien.
1778 heiratete sie den Dekorationsmaler Verona. Sie war auch als Pianistin bekannt.